# Hans Riehm
Hans Riehm (* 3. Juni 1902 in Karlsruhe; † 29. August 1984 in Mosbach (Baden)) war ein deutscher Agrikulturchemiker und Bodenkundler.

## Leben und Wirken
Riehm studierte Chemie an der Technischen Hochschule Karlsruhe und legte dort 1925 die Diplomprüfung ab. Anschließend war er bis 1936 am Institut für Physikalische Chemie in Stockholm tätig. Zwischenzeitlich arbeitete er an der Landwirtschaftlichen Hochschule in Kopenhagen. Mit seinen dort durchgeführten Untersuchungen über die Silikatpufferung von Ackerböden wurde er 1932 an der Technischen Hochschule Karlsruhe zum Dr.-Ing. promoviert.
Ende 1936 kehrte Riehm nach Deutschland zurück. Nach kurzer Tätigkeit bei Theodor Roemer am Institut für Pflanzenbau und Pflanzenzüchtung der Universität Halle übernahm er 1937 eine Assistentenstelle am dortigen Institut für Pflanzenernährung und Bodenbiologie, wo er sich überwiegend mit methodischen Fragen zur Bestimmung der Pflanzennährstoffe in Ackerböden beschäftigte. Von 1941 bis 1944 war er als Oberassistent am Institut für Acker- und Pflanzenbau der Reichsforschungsanstalt für Landwirtschaft Bromberg tätig.
Von 1946 bis 1967 leitete Riehm als Direktor die Badische Staatliche Versuchs- und Forschungsanstalt Augustenberg. Gleichzeitig war er als Privatdozent für Bodenkunde an der Landwirtschaftlichen Hochschule Hohenheim und der TH Karlsruhe tätig. Im Jahr 1958 wurde er zum außerplanmäßigen Professor an der Technischen Hochschule Karlsruhe ernannt mit Venia legendi für Pflanzenernährung und Bodenkunde. Maßgebend war er am Wiederaufbau des Verbandes Deutscher Landwirtschaftlicher Untersuchungs- und Forschungsanstalten beteiligt. Von 1948 bis 1954 und von 1961 bis 1966 war er Vorsitzender der Fachgruppe Bodenuntersuchung dieses Verbandes.

## Forschungsleistungen
Der Name Riehm ist untrennbar verbunden mit der Entwicklung einer universellen Methode zur Bestimmung der Pflanzennährstoffe Phosphor und Kalium im Boden als Grundlage für gezielte Düngungsmaßnahmen. Eine von dem schwedischen Agrikulturchemiker H. Egnér 1932 ausgearbeitete Methode zur Bestimmung des Phosphors in kalkarmen Böden hat Riehm so abgewandelt, dass sie sich auch für die Bestimmung des Phosphors in kalkreichen Böden und gleichzeitig für die Bestimmung des Kaliumgehaltes eignete. Die meisten Veröffentlichungen Riehms über diese Methode sind zwischen 1938 und 1948 in der Zeitschrift Pflanzenernährung, Düngung, Bodenkunde erschienen. Die Methode, die in der Fachliteratur alsbald als „Doppellaktatmethode (DL-Methode) nach Egnér-Riehm“ bezeichnet wurde, gehörte jahrzehntelang zu den international anerkannten Standardmethoden auf dem Gebiet der Bodenuntersuchung.
In Augustenberg beschäftigte sich Riehm unter anderem auch mit der Entwicklung von Methoden zur Bestimmung von Spurennährstoffen in Böden, im Regenwasser und in der Luft. Über die Entwicklungsgeschichte der von ihm geleiteten Versuchs- und Forschungsanstalt Augustenberg und über die dort durchgeführten Arbeiten hat er zwei umfangreiche Festschriften herausgegeben.
Riehm wurde 1967 mit dem Bundesverdienstkreuz 1. Klasse ausgezeichnet. Im gleichen Jahr ernannte ihn der Verband Deutscher Landwirtschaftlicher Untersuchungs- und Forschungsanstalten zu ihrem Ehrenmitglied. 1968 verlieh ihm die Schwedische Landwirtschaftliche Hochschule in Uppsala die Würde eines Ehrendoktors.

## Schriften
- 90 Jahre. 1859-1949. Entwicklung und Wirken der Bad. Staatl. Landwirtschaftlichen Versuchs- und Forschungsanstalt Augustenberg. Herausgegeben von H. Riehm. Augustenberg o. J. (1950).
- Hundert Jahre Staatliche Landwirtschaftliche Versuchs- und Forschungsanstalt Augustenberg 1859-1959. Herausgegeben von H. Riehm. Augustenberg 1959.